# Masashi Nakayama
Pour les articles homonymes, voir Nakayama (homonymie).
Masashi Nakayama (中山 雅史, Nakayama Masashi) est un footballeur japonais né le 23 septembre 1967 à Okabe dans la préfecture de Shizuoka.

## Biographie
Très populaire au Japon, ce joueur est surnommé « Gon », en rapport avec son caractère joyeux. Il est le joueur japonais le plus prolifique en J.League avec 157 buts sous les couleurs de son club de toujours, le Júbilo Iwata. 
Il est également le premier buteur de l'histoire du Japon en Coupe du monde, face à la Jamaïque en 1998. Au cours de sa carrière internationale, il a marqué 21 buts en 53 sélections.
Il prend sa retraite sportive en 2012, alors qu'il a 45 ans, mais revient sur ses mots et signe en 2015 pour le Azul Claro Numazu en Japan Football League.
Il apparaît dans l'une des suites du manga Captain Tsubasa (Captain Tsubasa: Golden 23) dans laquelle il évolue aux côtés de Tarō Misaki, Ryō Ishizaki et Hanji Urabe, sous les couleurs du Júbilo Iwata.

## Palmarès
- Championnat du Japon :
  - Champion : 1997, 1999 et 2002 (Júbilo Iwata)
  - Vice-champion : 1998, 2001 et 2003 (Júbilo Iwata)

- Coupe du Japon :
  - Vainqueur en 2003 (Júbilo Iwata)
  - Finaliste en 2004 (Júbilo Iwata)

- Coupe de la Ligue japonaise :
  - Vainqueur en 1998 (Júbilo Iwata)
  - Finaliste en 1994, 1997 et 2001 (Júbilo Iwata)

- Supercoupe du Japon :
  - Vainqueur en 2000, 2003 et 2004 (Júbilo Iwata)
  - Finaliste en 1998 (Júbilo Iwata)

- Ligue des champions de l'AFC:
  - Vainqueur en 1999 (Júbilo Iwata)
  - Finaliste en 2000 et 2001 (Júbilo Iwata)

- Coupe d'Asie des nations :
  - Vainqueur en 1992 ( Japon).

## Distinctions
- Meilleur joueur de J.League 1998
- Meilleur buteur de J.League 1998, 2000
- J. League Best Eleven 1997, 1998, 2000, 2002
- Meilleur buteur de l'histoire de la J.League (157 buts)
- 1er buteur de l'histoire du Japon en Coupe du monde